# Plesiopleurodon
Plesiopleurodon es un género extinto de plesiosauroideo del Cretácico Superior de Norteamérica. Fue nombrado por Kenneth Carpenter basado en un cráneo completo con mandíbulas, vértebras del cuello, y unos coracoides derecho. Fue recogido de la Pizarra Belle Fourche (del Cenomaniense inferior), en las Colinas Rattlesnake de Wyoming, Estados Unidos. En la denominación del espécimen, Carpenter (1996, p. 264) observó que «de todos los pliosaurios conocidos, Plesiopleurodon wellesi se asemeja mucho a Liopleurodon ferox del Oxfordiense de Europa, de ahí la referencia en el género».
La especie es caracterizada por una sínfisis moderadamente larga que lleva 8 pares de dientes, los dientes que son casi circulares en sección transversal y lisos en la superficie externa (excepto cerca de la base), las costillas de las vértebras cervicales poseen una única cabeza (son de doble cabeza en los pliosaurios jurásicos) y  por una barra interpectoral larga y delgada en los coracoides.